# Francisco de São Luís Saraiva
Francisco de São Luís Saraiva, O.S.B. (Ponte de Lima, 26 de Janeiro de 1766 – Lisboa, 7 de Maio de 1845), popularmente conhecido como Cardeal Saraiva, foi o oitavo Patriarca de Lisboa com o nome de D. Francisco II.

## Biografia
Nascido Francisco Manuel Justiniano Saraiva, foi filho de Manuel José Saraiva e de sua mulher Leonor Maria Correia de Sá, ambos de Ponte de Lima. Ingressou no Mosteiro de São Martinho de Tibães, da Ordem de São Bento, em 6 de Abril de 1780, com 14 anos de idade, alterando o seu nome para Frei Francisco de São Luís Saraiva. Professou em 28 de Janeiro de 1782; saiu de Tibães para o Mosteiro de Santo André de Rendufe e daí para a Faculdade de Teologia da Universidade de Coimbra, onde se licenciou em 3 de Julho de 1792, tendo-se tornado aí professor, e sócio correspondente da Academia das Ciências de Lisboa.
Fora entretanto ordenado padre em 7 de Março de 1789. Adepto dos ideais liberais, tornou-se mação (adoptando o pseudónimo de Condorcet); não obstante, combateu o invasor francês entre 1808 e 1810. Anos mais tarde, integrou a associação secreta portuense Sinédrio, que tinha por objectivo a restauração e regresso do governo de João VI de Portugal, ao tempo no Brasil, o fim da governação dirigida pelos ingleses e a instauração de um regime constitucional, tendo sido um dos membros da Junta Provisional do Supremo Governo do Reino, saída da revolução liberal do Porto de 24 de Agosto de 1820 e, depois, do Conselho de Regência nomeado pelas Cortes Constituintes em 26 de Janeiro de 1821.

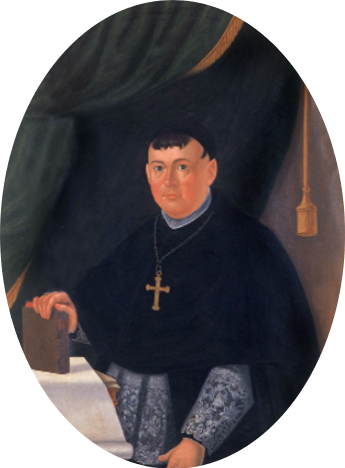
D. Frei Francisco de S. Luís como Bispo Conde e Reitor da Universidade de Coimbra

Em 19 de Abril de 1822, foi nomeado 53.º Bispo de Coimbra 18.º Conde de Arganil; entretanto fora também designado reitor da Universidade daquela cidade e deputado às Cortes (1823). Resignou ao episcopado em 30 de Abril de 1824.
Em 1826, com a aprovação da Carta Constitucional de 1826, tornou-se Presidente da Câmara dos Deputados. Com a restauração miguelista em 1828, desterrou-se para o mosteiro da Serra de Ossa, de onde só saiu após a entrada das tropas liberais na cidade de Lisboa, a 24 de Julho de 1833, ano em que foi nomeado administrador apostólico da Diocese de Portalegre.
Após a Guerra Civil Portuguesa (1828–1834) — na sequência da qual foram retirados inúmeros privilégios à Igreja — foi parte activa no processo de reatamento das relações diplomáticas entre o governo de Lisboa e a Santa Sé.
O governo liberal, então chefiado por Pedro de Sousa Holstein (então Marquês de Palmela), convidou-o a integrar o gabinete, como Ministro do Reino, cargo que desempenhou entre 24 de Setembro de 1834 e 16 de Fevereiro de 1835. De 1834 a 1836 foi o 40.° guarda-mor da Torre do Tombo.
Em 1840, por pressão de Maria II de Portugal, foi feito Patriarca de Lisboa, título em que foi confirmado em 3 de Abril de 1843. Mais tarde nesse ano, em 19 de Junho de 1843, o Papa Gregório XVI elevou-o ao cardinalato (no vigésimo primeiro consistório do seu pontificado), sem que, contudo, jamais tivesse recebido pessoalmente o título e o barrete cardinalício.
Desde meados do século XX que o seu corpo se encontra no Panteão dos Patriarcas de Lisboa.

## Homenagens

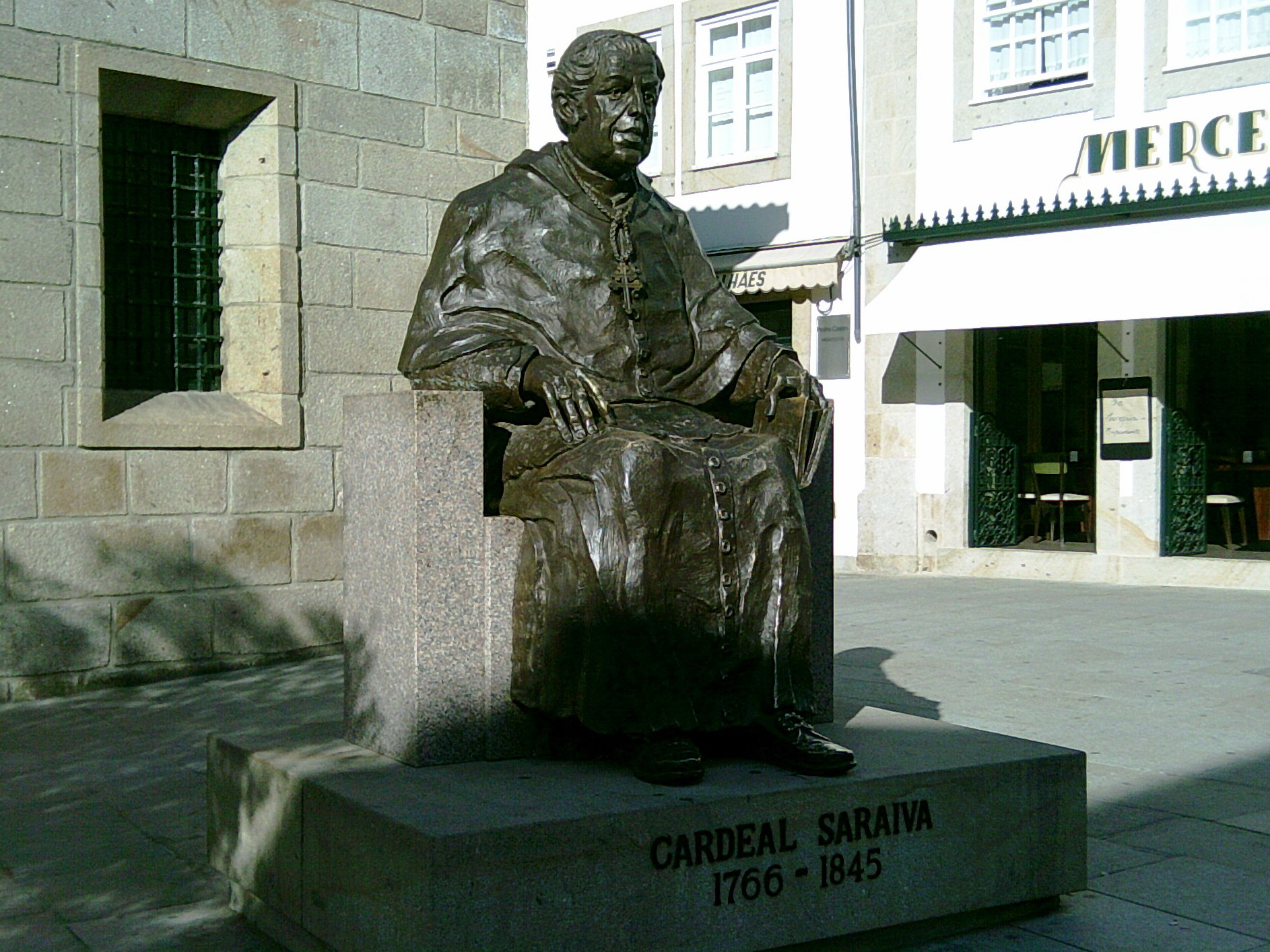
Cardeal Saraiva: estátua em Ponte de Lima.

Em sua terra natal, Ponte de Lima, foi lançado um jornal semanário, em 15 de fevereiro de 1910, com o nome "Cardeal Saraiva". O seu fundador pretendeu homenagear alguém nascido em Ponte de Lima que se tivesse distinguido e para o qual ainda não tivesse havido qualquer tipo de homenagem. O periódico circula até aos dias de hoje de forma ininterrupta e, apesar de não ter qualquer tipo de ligação a qualquer credo religioso, permaneceu durante quase um século como a única homenagem a Francisco Manuel Justiniano Saraiva.
Em 4 de Março de 2008 o presidente da Assembleia da República, Jaime Gama, inaugurou em Ponte de Lima um monumento de homenagem ao Cardeal Saraiva. A construção da estátua foi adjudicada pela Câmara Municipal de Ponte de Lima a 3 de Setembro de 2008, por um preço contratual de 78 750 00 €.

## Obra publicada
- Glossário das palavras e frases em língua francesa que se tem introduzido na locução moderna portuguesa (18..)
- Apologia de Camões contra as reflexoes do P. José Agostinho de Macedo sobre o episódio do Adamastor (1819)
- Manifesto da nação portuguesa aos soberanos e povos da Europa (1820)
- Ensaio sobre alguns sinónimos da língua portuguesa (1821)
- Memória em que se pretende demonstrar que a língua portuguesa não he filha da língua latina, nem esta foi em algum tempo vulgar dos lusitanos (1837)
- Carta do Arcebispo de Lisboa aos seus fieis sob a abnegação de todos os seus hábitos licenciosos (1841)
- Memórias chronológicas e históricas do governo da Rainha D. Teresa (1841)
- Pastoral (1841)
- Memória sobre a instituição da Ordem Militar da Ala atribuída a El-Rei D. Afonso Henriques (s.d.)
- Lista de alguns artistas portugueses (s.d.)
- Obras completas (1855, edição póstuma)
- Obras completas do Cardeal Saraiva (D. Francisco de S. Luiz) Patriarcha de Lisboa - precedidas de uma introducção pelo marquez de Rezende, Lisboa, Imprensa Nacional (10 volumes, publicados entre 1872–1883)

## Obra completaon-line
Obras completas do Cardeal Saraiva (D. Francisco de S. Luiz) Patriarcha de Lisboa - precedidas de uma introducção pelo marquez de Rezende:
- «Vol. 1». www.archive.org
- «Vol. 2». www.archive.org
- «Vol. 3». www.archive.org
- «Vol. 4». www.archive.org
- «Vol. 5». www.archive.org
- «Vol. 6». www.archive.org
- «Vol. 7». www.archive.org
- «Vol. 8». www.archive.org
- «Vol. 9». www.archive.org
- «Vol. 10». www.archive.org